# Chitrella cala
Chitrella cala är en spindeldjursart som först beskrevs av Chamberlin 1930.  Chitrella cala ingår i släktet Chitrella och familjen spinnklokrypare. Inga underarter finns listade i Catalogue of Life.